# 17848 Mordechai
17848 Mordechai è un asteroide della fascia principale. Scoperto nel 1998, presenta un'orbita caratterizzata da un semiasse maggiore pari a 3,080717 UA e da un'eccentricità di 0,150550, inclinata di 6,019199° rispetto all'eclittica. Ha un diametro di 9,094 km. Ha un periodo di rotazione di 6,94 ore.